# Lake Nedo
Lake Nedo är en sjö i Australien. Den ligger i delstaten Western Australia, omkring 240 kilometer norr om delstatshuvudstaden Perth. 
Trakten runt Lake Nedo består till största delen av jordbruksmark. Trakten runt Lake Nedo är nära nog obefolkad, med mindre än två invånare per kvadratkilometer. Genomsnittlig årsnederbörd är 390 millimeter. Den regnigaste månaden är juni, med i genomsnitt 58 mm nederbörd, och den torraste är februari, med 10 mm nederbörd.